# Telipok

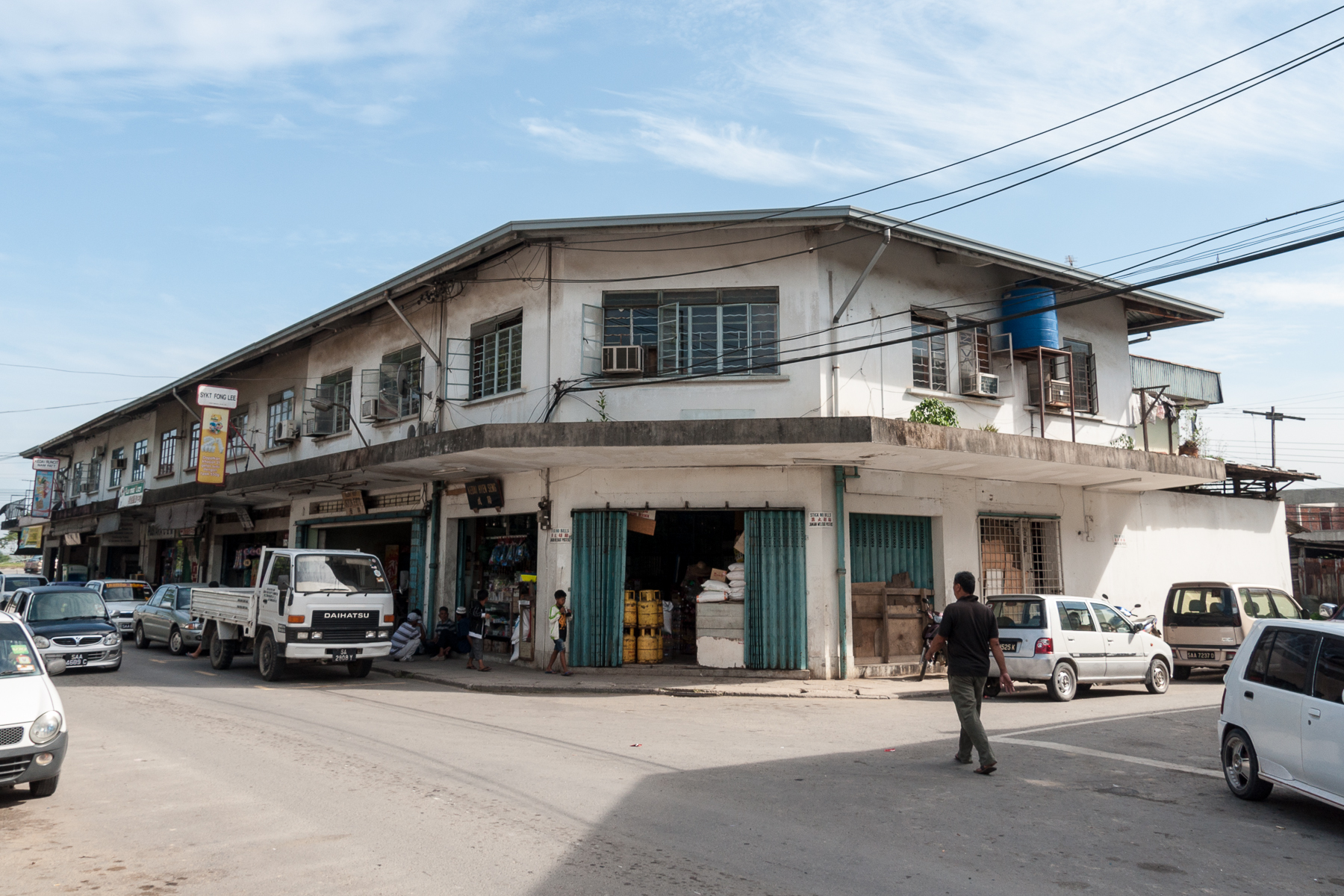
Altes Ladenhaus in Pekan Telipok

Telipok (auch Telipuk) ist eine Kommune im Bundesstaat Sabah in Malaysia. Telipok gehört zu den Außenbezirken der Hauptstadt Kota Kinabalu und ist als Unterdistrikt der Verwaltung des Dewan Bandaraya Kota Kinabalu (Stadtrat Kota Kinabalu) zugeordnet.

## Demographie
Der Zahl der Einwohner des Vororts lag laut Census 2010 bei 432 Einwohnern, spiegelt jedoch nicht die wirklichen Verhältnisse wider. Eine beträchtlicher Anzahl nichtregistrierter Einwohner entstammt illegaler Zuwanderung aus den Philippinen und aus Indonesien. Zur Bekämpfung illegaler Ansiedlungen und um die Bildung von Elendsvierteln einzudämmen, hat die Regierung in den vergangenen Jahren in Telipok mehrere tausend Billigwohnungen geschaffen.

## Geschichte
Der Platz war ursprünglich von Kadazan und Bajau besiedelt. Ab 1913 siedelte die North Borneo Chartered Company hier auf Betreiben der Basler Missionsgesellschaft eine kleinere Gruppe lutheranische Hakka-Chinesen aus der Provinz Kanton an. Die insgesamt etwa 600 Menschen wurden auf Kudat, Menggatal, Telipok und Inanam verteilt und mit einem Darlehen sowie Werkzeugen versorgt. Diese Anfänge waren die Grundlage für die heute noch starke chinesische Gemeinschaft dieser vier Ortschaften.
Zu den Vorkriegs-Persönlichkeiten der chinesischen Gemeinschaft Telipoks gehörte Li Thet Phui, ein Lieutenant der North Borneo Volunteer Force und stellvertretender Vorsitzender des China Relief Fund. Er gehörte zu den fünf Männern, die am 21. Januar 1944 in Kg. Petagas von japanischen Offizieren enthauptet wurden. Er wurde zusammen mit den anderen Opfern des Massakers auf dem Gelände des heutigen  Petagas War Memorial begraben.

## Infrastruktur
Die Stadt ist über die Jalan Tuaran und Jalan Lintas mit dem 15 Kilometer entfernten Zentrum von Kota Kinabalu verbunden. Die nächste Vororte sind Menggatal, Sepanggar und Tuaran.